# ロビーとケロビー
『ロビーとケロビー』（ロビー&ケロビー、英名：Robby & Kerobby）は、日本の連続オリジナルテレビアニメ作品である。2007年4月1日より2008年3月30日までテレビ大阪発・テレビ東京系列（TXN）にて放送された『アニメロビー』の番組内コーナードラマで『おねがいマイメロディ すっきり♪』とともに放送された。番組内ではナレーションの泰勇気が解説コーナーを担当している。

## 概要
So-netが管理する児童向けwebサイト「ろびーずたうん」に登場するキャラクター『ロビーとケロビー』のスピンオフ作品で、彼らが住む町「ロビーズランド」で繰り広げるほのぼのとした日常を描く。
作品序盤では、さほど子供向けのコンセプトを外れる部分がない作品だったが、2クール目以降からは、ブラックジョーク的要素を加えたスラップスティックギャグアニメ路線への移行が見られ、初期のテーマである「立派な王子になるため」に主人公が精神的に成長していく過程の描写などが、最終話まで全く見られなくなった。
また、アニメと同時に玩具化もされており、エポック社から「ロビーズタウンシリーズ」など、多数の製品などの一部も発売されていた（『おねがいマイメロディ』（放送当時のタイトルは『おねがいマイメロディ すっきり♪』）はアガツマブランドのピノチオより発売）。
当初アテナ役は辻希美が担当していたが、辻が結婚・出産に伴う休業宣言をしたのに伴い、第16話以降は新垣里沙（モーニング娘。）が担当。第1クールでテーマ曲に使われた『ここにいるぜぇ!』は辻バージョンでシングルがリリースされたが、第26話では新垣バージョンで新録されたものが挿入歌として使われた。

## 登場キャラクター
ロビー
声 - 雪野五月
主人公。なべ王国の王子。頭の部分が鍋になっている。なべ王国での所業が災いし、修行と称してロビーズランドへ強制的に送り込まれた。特定のアイテムを利用してケロビーと合体することによってそのアイテムの特徴をもつものに変身できる。金や物に釣られやすい傾向がある他、働くのが嫌いな傾向もあって職業を転々としている。アテナに好意を寄せている。
10年後の世界では、なべ王国の国王になるもケロビーが起こしたクーデターに遭い、なべ王国を追放され、その後ドビンと結婚するも働きもせずにグータラな毎日を送って家を追い出された。頭の蓋がなくなっている。過去のケロビーを弟のケロクローと間違えている。
ケロビー
声 - 伊東みやこ
本作のもう1人の主人公。ロビーの友人のかえる型ロボット。王妃様からロビーの付き人を拝命し、ロビーとともにロビーズランドに送り込まれた。特定のアイテムを介してロビーと合体することができる。ポットに好意を寄せている。
10年後の世界では、国王に即位したロビーに対してクーデターを起こし、ケロビー帝国を築いて皇帝になり、ポットと婚約するが、仕事が忙しいあまり2年足らずで破局。自棄になって破壊活動を行う。ケロビー自身は望まない未来である。
デスダー
声 - 茶風林
ドビンに恋するロボット。元はいいロボットであったが、第1話においてロビーとケロビーにより性格が変化し、世界征服を目指すようになった。元がいいロボットのため悪に徹しきれないことが多い。
10年後の世界では、ラビハートと10回結婚して9回も離婚している。ケロビーの一件が原因でドビンとは幸せになることができないことを嘆いていた。ロビーいわく「昼ドラみたい」。
ドビン
声 - 水谷優子
和風喫茶店を経営する自称看板娘。名古屋弁で話す。怒るとお湯を相手に浴びせる。
10年後の世界では、廃墟寸前のデスダーの城で家政婦をやっている。ロビーと結婚しているが、ロビーが働かないことに腹を立て、ロビーを家から追い出した。
ポット
声 - 金田朋子
ドビンの妹。姉のドビンと同様に怒るとお湯を相手に浴びせる。
10年後の世界では、ケロビーと婚約するも仕事が忙しいあまり2年足らずで破局しメントンと結婚してうまくやっている。
アテナ
声 - 辻希美（第4話 - 第13話）→新垣里沙（モーニング娘。）（第16話 - ）
ロビーズランドのアナウンサー。音楽にのせられやすい体質を隠してアナウンサー稼業を続けてきたことが第26話で明らかにされた他、入局して以来愛用してきたマイクをなくすと仕事ができなくなることが第42話で明らかになった。
10年後の世界では、現在の世界で当選を果たした市長のクマさんを失脚させるべく、自身がロビーズランドの市長に立候補している。
アイブー
声 - 松本吉朗
アテナのペットロボット。
メントン
声 - 川津泰彦
同名のラーメン屋の店主。
10年後の世界では、ポットと結婚しており店も繁盛している様子。ロビーいわく「すごい年の差婚」。
ラビハート
声 - 氷青
厚化粧で年齢を、貧乏を書き割りの城でごまかしている自称セレブのうさぎ型ロボット。生活の糧を詐欺で調達しようとするが、ロビーとケロビーにカモにされてしまう。浴びると自分に惚れこんでしまうビームを発射することができる。
10年後の世界では、デスダーと10回結婚し9回も離婚している。
ラブジィ
声 - 長嶝高士
ラビハートの兄。ラビハートの執事としてラビハートとともに行動する。
10年後の世界では、ラビハートとともにデスダー宅に同居し、デスダーの貯金を勝手に使い込んでいる。
アインケン博士
声 - 白熊寛嗣
ロビーズランドに住む発明家。豆電球型のロボットで、本人は、自分の発明品に自信を持って開発しているものの、その発明品が故障したり、欠陥品という理由から、結果としていい方向に結びつかないことが多い。ロビーたちにはやられっぱなしのため、屋台で飲んでいる最中に同じ境遇のデスダーと意気投合した。ロビーと同様にアテナのことに目がない。
ドクターシュラ
声 - 土門仁
ロビーズランドの医師。二重人格で主の人格はイケメンで理想的な医師だが、もう一つの人格は解体好きのマッドドクター。解体をキーワードに興奮し、反対側の顔が現われて別の人格が発動する。
パトラン
声 - 松本吉朗
ロビーズランドの警察官。完全に妻の尻に敷かれている反動からか花を大切にする。ロビーたちを2回ほど部下にしたことがある。
クマさん
声 - 不明
ロビーズランドに住んでいる熊型ロボット。おにぎりを食べようとしていることが多く、横取りされると判断するとかみつく。第22話で内部が明らかになり、第38話で出馬した市長選挙に当選してロビーズランドの市長になる。また、野球チームの監督を務めており、第45話ではロビーをスカウトしている。
ケロクロー
声 - 水田わさび
ケロビーの弟。ケロビーと同じくロビーと合体できる能力があり、第21話では兄のケロビーに対して対抗心を燃やし、ケロビーを監禁してロビーの付き人をやってみたものの、ロビーとの合体はうまくいかなかった。その後、兄と和解した模様。
ケロナ
声 - 氷青
ケロビーの妹で自称ロビーの婚約者。ロビーとの関係について自分に都合の良いように解釈する傾向がある。

## スタッフ
- 原作 - 黒崎玄、アニプレックス、So-net
- 企画 - アニプレックス、ウィーヴ
- 監督 - 紅優
- シリーズ構成 - 河原ゆうじ
- キャラクターデザイン - 渡辺浩二
- 美術監督 - 松永悦子
- 美術設定 - 皆上千恵
- 色彩設定 - 海鋒重信
- 撮影監督 - 土田栄司
- 編集 - 西山茂
- 音響監督 - 榎本崇宏
- 音響効果 - 稲田祐介
- 音楽 - 羽岡佳
- 音楽製作 - アニプレックス
- 音楽演出 - 原田扶美子
- プロデューサー - 原弘之、勝股英夫、可知秀幸、木村京太郎
- アニメーションプロデューサー - 落越友則、五十嵐守
- アニメーション制作 - A-1 Pictures
- 製作 - テレビ大阪、アニプレックス、ウィーヴ、読売広告社

## 主題歌
全てアップフロントからハロー!プロジェクト所属のアーティストが担当。
オープニングテーマ
「ここにいるぜぇ!」（第1話 - 第13話）
作詞・作曲 - つんく / 編曲 - 鈴木Daichi秀行 / 歌 - アテナ（唄：辻希美）
「めぐる恋の季節」（第14話 - 第27話）
作詞・作曲 - つんく / 編曲 - 鈴木Daichi秀行 / 歌 - ℃-ute
「勝利のBIG WAVE!!!」（第28話 - 第39話）
作詞・作曲 - yozuca* / 編曲 - 池田森 / 歌 - アテナ&ロビケロッツ（新垣里沙・光井愛佳・中島早貴・岡井千聖）
「青春!LOVEランチ」（第40話 - 第52話）
作詞・作曲 - 磯崎健史 / 編曲 - nishi-ken / 歌 - アテナ&ロビケロッツ（新垣里沙・光井愛佳・中島早貴・岡井千聖）

## 各話リスト
| 話数 | サブタイトル                 | 脚本       | 絵コンテ       | 演出             | 作画監督     | 放送日        |
| ---- | ---------------------------- | ---------- | -------------- | ---------------- | ------------ | ------------- |
| 1    | ナベ王子登場!                | 河原ゆうじ | 鵜飼ゆうき     | 紅優             | 渡辺浩二     | 2007年 4月1日 |
| 2    | デスダー大爆発!              | 河原ゆうじ | 鵜飼ゆうき     | 紅優             | 渡辺浩二     | 4月8日        |
| 3    | ロビケロラーメン一丁!        | 河原ゆうじ | 鵜飼ゆうき     | 松尾慎           | 青木水流     | 4月15日       |
| 4    | 新人女子アナ・アテナ登場!    | 北条千夏   | 鵜飼ゆうき     | 松尾慎           | 渡部桂太     | 4月22日       |
| 5    | ロビケロ警察24時!            | 久島一仁   | 小倉宏文       | 小倉宏文         | みやちさとこ | 4月29日       |
| 6    | ドビンちゃんのお茶占い       | 河原ゆうじ | 小倉宏文       | 小倉宏文         | 小澤円       | 5月6日        |
| 7    | あぶないイケメンドクター     | 久島一仁   | 田所修         | 鎌仲史陽         | 斎藤和也     | 5月13日       |
| 8    | クールなポットちゃん         | 北条千夏   | 田所修         | 鎌仲史陽         | 村田憲泰     | 5月20日       |
| 9    | ラビハートの誕生会           | 青木由香   | 竹下健一       | 竹下健一         | 杉本道明     | 5月27日       |
| 10   | デスダーの恋                 | 青木由香   | 竹下健一       | 竹下健一         | 杉本道明     | 6月3日        |
| 11   | インケンなアインケン博士     | 下山健人   | 鵜飼ゆうき     | まつもとよしひさ | 渡辺浩二     | 6月10日       |
| 12   | 激辛コンビの逆襲!            | 下山健人   | 鵜飼ゆうき     | まつもとよしひさ | 渡辺浩二     | 6月17日       |
| 13   | ロビーVSケロビー             | 河原ゆうじ | 松尾慎         | 松尾慎           | 青木水流     | 6月24日       |
| 14   | トイレの気持ち               | 下山健人   | 松尾慎         | 松尾慎           | 渡部桂太     | 7月1日        |
| 15   | ロビー先生さようなら         | 河原ゆうじ | 小倉宏文       | 小倉宏文         | みやちさとこ | 7月8日        |
| 16   | デスダーの結婚               | 河原ゆうじ | 小倉宏文       | 小倉宏文         | 小澤円       | 7月15日       |
| 17   | ドビンのお見合い             | 下山健人   | 鎌仲史陽       | 鎌仲史陽         | 斎藤和也     | 7月22日       |
| 18   | 小さなロビーと大きなケロビー | 河原ゆうじ | 鵜飼ゆうき     | 鎌仲史陽         | 村田憲泰     | 7月29日       |
| 19   | ロビケロ海底探検!            | 久島一仁   | 田所修         | 飯村正之         | 杉本道明     | 8月5日        |
| 20   | 世界の中心でアイブーと叫ブー | 河原ゆうじ | 鵜飼ゆうき     | 飯村正之         | 杉本道明     | 8月12日       |
| 21   | ケロビーの弟                 | 青木由香   | 鵜飼ゆうき     | まつもとよしひさ | 渡辺浩二     | 8月19日       |
| 22   | くまさんの秘密               | 河原ゆうじ | しまづひろゆき | まつもとよしひさ | 渡辺浩二     | 8月26日       |
| 23   | デスダーの子分               | 下山健人   | 松尾慎         | 松尾慎           | 青木水流     | 9月2日        |
| 24   | パパーンとママーンが来た     | 河原ゆうじ | 松尾慎         | 松尾慎           | 渡部桂太     | 9月9日        |
| 25   | ポットちゃんへのプレゼント   | 青木由香   | 小倉宏文       | 小倉宏文         | 後藤孝宏     | 9月16日       |
| 26   | アテナはここにいるぜぇ!      | 北条千夏   | 小倉宏文       | 小倉宏文         | 鈴木藤雄     | 9月23日       |
| 27   | 正義のヒーロー・デスダー     | 下山健人   | 鵜飼ゆうき     | 大関雅幸         | 山沢実       | 9月30日       |
| 28   | お見舞いへ行こう!            | 北条千夏   | 松尾慎         | 大関雅幸         | 山沢実       | 10月7日       |
| 29   | ドビン城の悲劇               | 広田光毅   | 葛谷直行       | 岡嶋国敏         | 井口忠一     | 10月14日      |
| 30   | サラリーマン・ロビー         | 河原ゆうじ | 葛谷直行       | 岡嶋国敏         | 加藤茂       | 10月21日      |
| 31   | ケロビーの子どもたち         | 青木由香   | 鎌仲史陽       | 鎌仲史陽         | 村田憲泰     | 10月28日      |
| 32   | 戦え! ロビケロボ             | 広田光毅   | 鎌仲史陽       | 鎌仲史陽         | 渡辺浩二     | 11月4日       |
| 33   | ナベから木がはえた!          | 久島一仁   | 松尾慎         | 山田一夫         | 杉本道明     | 11月11日      |
| 34   | ボクチンは無罪だ!            | 下山健人   | 下田正美       | 山田一夫         | 杉本道明     | 11月18日      |
| 35   | 小説家ロビー                 | 樋口達人   | 上原秀明       | 上原秀明         | 渡辺浩二     | 11月25日      |
| 36   | ロビーはキューピット         | 福嶋幸典   | 上原秀明       | 上原秀明         | 渡辺浩二     | 12月2日       |
| 37   | ここほれアイブー             | 北条千夏   | 松尾慎         | 松尾慎           | 青木水流     | 12月9日       |
| 38   | ロビー選挙に出る!            | 広田光毅   | 松尾慎         | 松尾慎           | 渡部桂太     | 12月16日      |
| 39   | ロビーのサンタクロース       | 青木由香   | 松尾慎         | 岡嶋国敏         | 小峰正頼     | 12月23日      |
| 40   | ラビハートのレストラン       | 樋口達人   | 松尾慎         | 岡嶋国敏         | 加藤茂       | 2008年 1月6日 |
| 41   | アテナの結婚                 | 下山健人   | 葛谷直行       | 下司泰弘         | 河合拓也     | 1月13日       |
| 42   | さがせ! アテナのマイク       | 井草恵     | 葛谷直行       | 下司泰弘         | 河合拓也     | 1月20日       |
| 43   | 完全なるロビー               | 下山健人   | 小倉宏文       | 小倉宏文         | 林勇雄       | 1月27日       |
| 44   | デロビーくんの逆襲           | 樋口達人   | 小倉宏文       | 小倉宏文         | 鈴木藤雄     | 2月3日        |
| 45   | 一発逆転ロビー               | 福嶋幸典   | 鎌仲史陽       | 鎌仲史陽         | 渡辺浩二     | 2月10日       |
| 46   | 10年後のロビー               | 河原ゆうじ | 鎌仲史陽       | 鎌仲史陽         | 村田憲泰     | 2月17日       |
| 47   | ひとりぼっちのロビー         | 広田光毅   | しまづひろゆき | 橋本巨樹         | 杉本道明     | 2月24日       |
| 48   | ああなつかしのマブタの父     | 福嶋幸典   | 下田正美       | 橋本巨樹         | 杉本道明     | 3月2日        |
| 49   | アインケン脱オヤジ宣言       | 下山健人   | 松尾慎         | 松尾慎           | 青木水流     | 3月9日        |
| 50   | 刑事ロビー                   | 樋口達人   | 松尾慎         | 松尾慎           | 渡部桂太     | 3月16日       |
| 51   | ロビーの婚約者               | 青木由香   | 上原秀明       | 上原秀明         | 渡辺浩二     | 3月23日       |
| 52   | さよならロビーズランド       | 下山健人   | 上原秀明       | 上原秀明         | 渡辺浩二     | 3月30日       |

## 放送局
アニメロビー#各局の放送時間を参照。